# Lionel Dauriac
Pour les articles homonymes, voir Dauriac.
Lionel Dauriac (né à Brest le 19 novembre 1847 et mort à Paris le 26 mai 1923) est un philosophe français. Disciple de Charles Renouvier, il a introduit à l'université de Montpellier puis à la Sorbonne l'enseignement de l'esthétique musicale. Sa correspondance est une source pour connaître l'histoire de la philosophie française au XIXe siècle.
Il est le père du journaliste, romancier et auteur dramatique Carle Dauriac dit Armory (1877-1946) et le frère de l'écrivaine Marie Lenéru.

## Biographie
Lionel Alexandre Dauriac a étudié à l'École normale supérieure de Paris. Il est agrégé de philosophie en 1872. Il soutient une thèse de doctorat à la Faculté des Lettres de Paris sur Les Notions de matière et de force dans les sciences de la nature (1878) et une thèse latine sur Héraclite. Il enseigne au lycée de Brest, à la Faculté de Lyon en 1879, à celle de Toulouse en 1881 puis il succède à Désiré Nolen à la chaire de philosophie de l'université de Montpellier en 1882. Il publie plusieurs essais dans la revue Critique philosophique de Charles Renouvier entre 1883 et 1888, qui sont repris avec d'autres éléments de son enseignement dans l'ouvrage Croyance et Réalité (1889) consacré à ce philosophe. En 1890 il propose à Montpellier un cours de philosophie de la musique - ce qui est une innovation dans le système d'enseignement de l'époque - portant sur la psychologie du musicien. Le cours est publié chez Alcan en 1891 et donne lieu à de multiples conférences. Lionel Dauriac développe cet enseignement à l'université de Paris à partir de 1895. Il publie également son cours sur l'évolution de la musique et du goût musical en France en 1897 sous le titre Psychologie dans l'opéra français (Auber-Rossini-Meyerbeer). Il dédie l'ouvrage à Charles Lévêque, qu'il reconnaît comme l'initiateur des études de psychologie musicale en France. En 1895, il fait un voyage en Allemagne pour étudier l'état des études d'esthétique musicale dans les universités du monde germanique. Puis, il s'installe à Paris dans l'intention d'être nommé professeur à la Sorbonne. Mais il n'obtiendra pas la chaire de psychologie et d'esthétique musicale à la Sorbonne qu'il attendait malgré l'appui de Paul Janet, Emile Boutroux et Théodule Ribot. (La première chaire d'esthétique est créée en France en 1921) Il enseigne en 1897 au Lycée Lakanal puis au Lycée Janson-de-Sailly. Puis, il prend sa retraite prématurément et devient conservateur de la bibliothèque Victor-Cousin de la Sorbonne (où sont conservés actuellement ses propres papiers). Il publie plusieurs ouvrages sur la psychologie musicale, sur les compositeurs Gioachino Rossini (1904), Richard Wagner (1908) et Giacomo Meyerbeer (1913) ainsi que sur le rationalisme philosophique.
Il est membre de l'Académie des sciences et lettres de Montpellier de 1885 à 1889.

## Œuvres
- 1878 : Les Notions de matière et de force dans les sciences de la nature, Paris, Baillière, 355 pages.
- 1878 : De Heracliteo Hephesio haec apud facultatem litterarum parisiensem disputabat, Paris, Klincksieck, 95 p.
- 1887 : Sens commun et raison pratique. Recherche de méthode générale, Paris, Alcan, 63 pages.
- 1889 : Croyance et réalité, Paris, Alcan, 338 pages.
- 1889 : Le Réalisme de Reid, Paris, Alcan, 36 pages.
- 1891 : Introduction à la psychologie du musicien, Paris, Alcan, 26 pages.
- 1892 : De l’oreille musicale, essai sur la psychologie du musicien, Orléans, Imp. Girardot, 31 pages.
- 1897 : La Psychologie dans l’Opéra français (Auber, Rossini, Meyerbeer), Paris, Félix Alcan, coll. «Bibliothèque de philosophie contemporaine», 164 pages.
- 1904 : Essai sur l’esprit musical, Paris, Félix Alcan, coll. «Bibliothèque de philosophie contemporaine», 304 pages.
- 1906 : Rossini : biographie critique, Paris, Laurens, 123 pages.
- 1908 : Le Musicien-poète Richard Wagner. Étude de psychologie musicale, Paris, Fischbacher, 336 pages.
- 1913 : Meyerbeer, Paris, Alcan, 36 p.
- 1924 : Contingence et rationalisme. Pages d’histoire et de doctrine, Paris, Vrin, 364 pages.